# دونالد جيمس بورتر
دونالد جيمس بورتر (بالإنجليزية: Donald James Porter)‏ هو قاضي ومحامي وسياسي أمريكي، ولد في 24 مارس 1921 في ماديسون في الولايات المتحدة، وتوفي في 17 فبراير 2003 في بيير في الولايات المتحدة. انتخب عضو داكوتا الجنوبية البيت النواب.